# Aszfalt

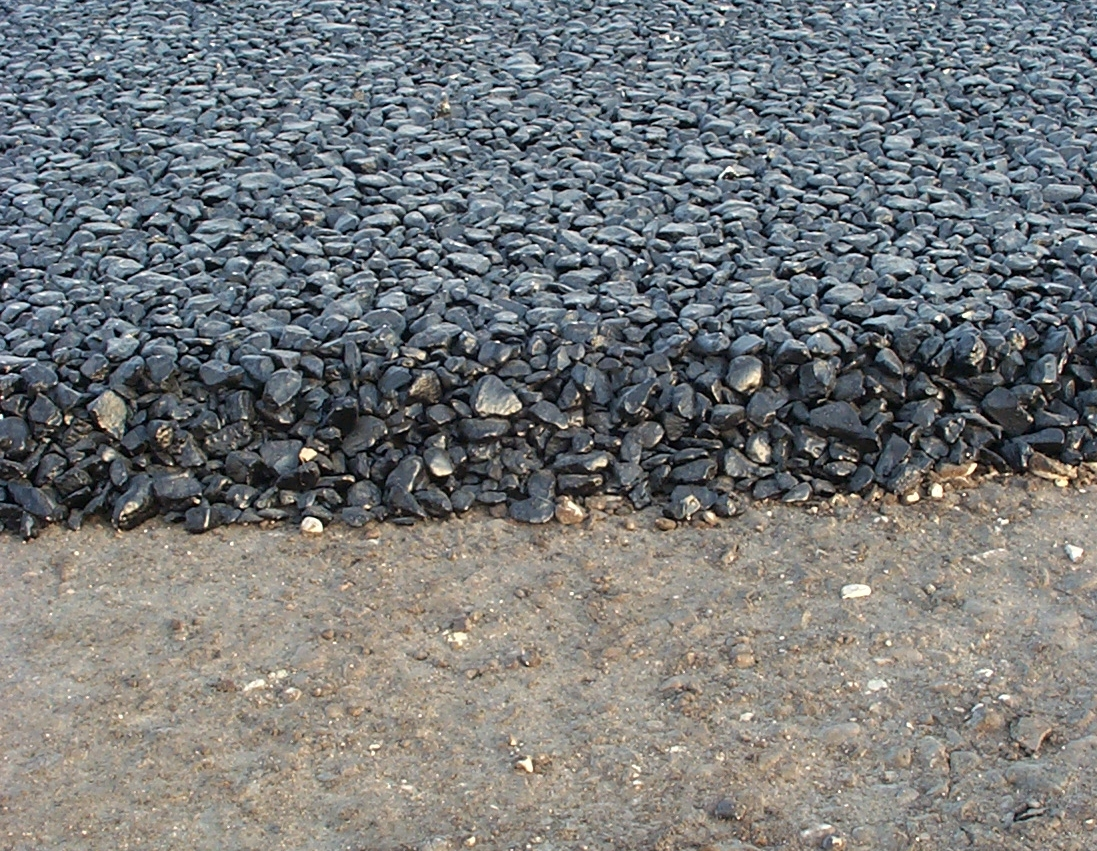
Aszfaltburkolat

Az aszfalt (régies: földszurok) egy természetben előforduló szénhidrogén kőzet, amely a kőolaj szilárdnak tűnő módosulataként a földfelszínen is előfordul.
Leggyakoribb felhasználása az aszfaltburkolat, ami bitumen kötőanyagú, természetes és mesterséges adalékanyagokat, kőzúzalékot, homokot, illetve mészkőlisztet tartalmazó építőanyag. Az aszfaltot elsősorban közutak hajlékony és félmerev pályaszerkezetének készítéséhez, valamint a talajvizek elleni védelemre, védőrétegként alkalmazzák az építőiparban.

## A szó etimológiája
Az aszfalt szót az ógörög ἄσφαλτος (ászfaltosz) ’földgyanta’ vagy ’szurok’ szóból eredeztetik, mely az α- nélküli σφάλλω ’ledönt’ szóból származtatható. A latinból is képződhetett az asphalton vagy asphaltum alakok módosulásaként.

## Története
A természetes bitumen mezopotámiai földfelszíni felbukkanásait már a korai kultúrák is használatba vették. A sumér királyságok művészetében a bitument az arannyal és rézzel borított szobrok belső töltőanyagaként, illetve a díszítmények rögzítőanyagaként hasznosították.

### Bitument alkalmazó szobrok, i. e. 2500 körül

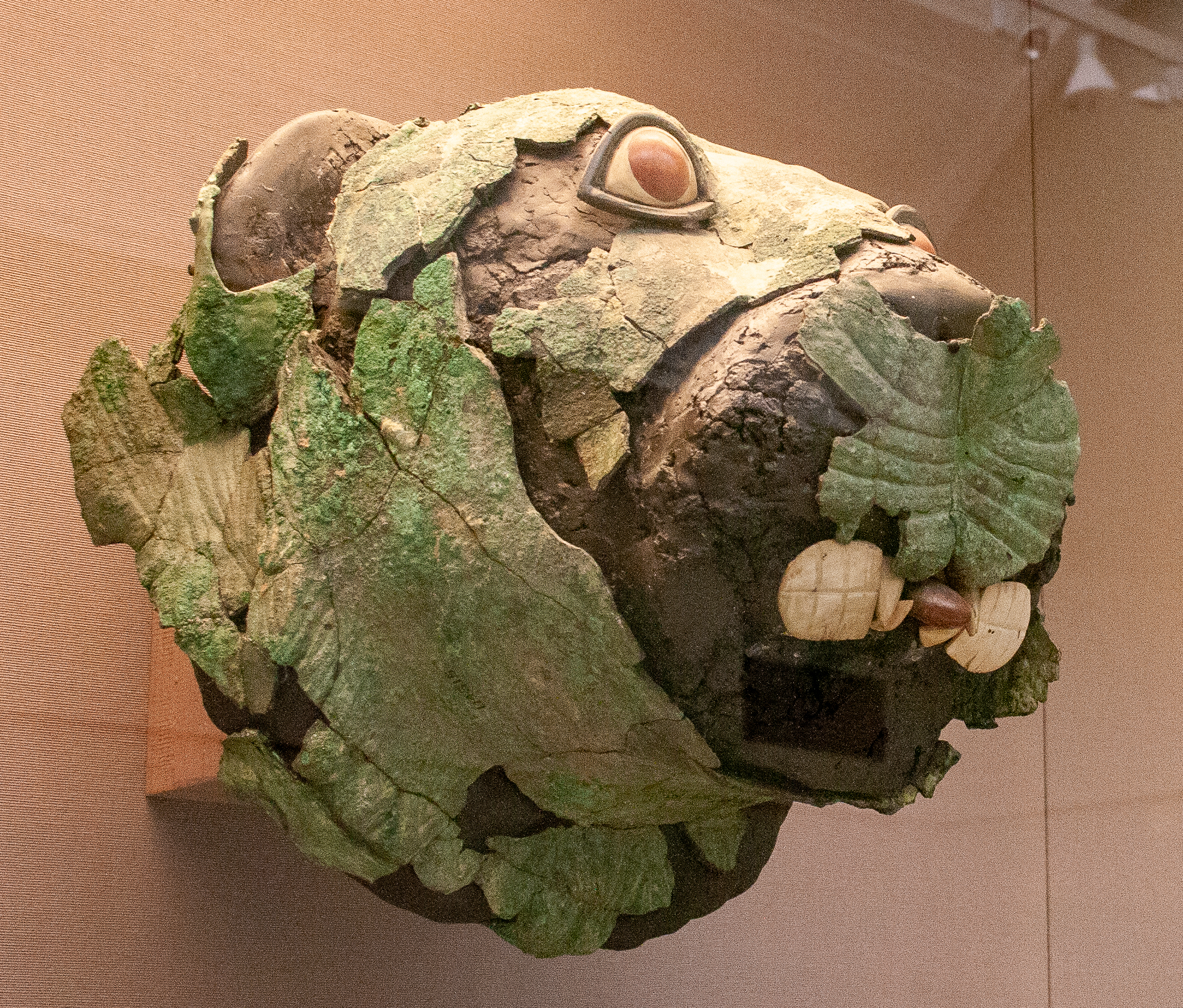
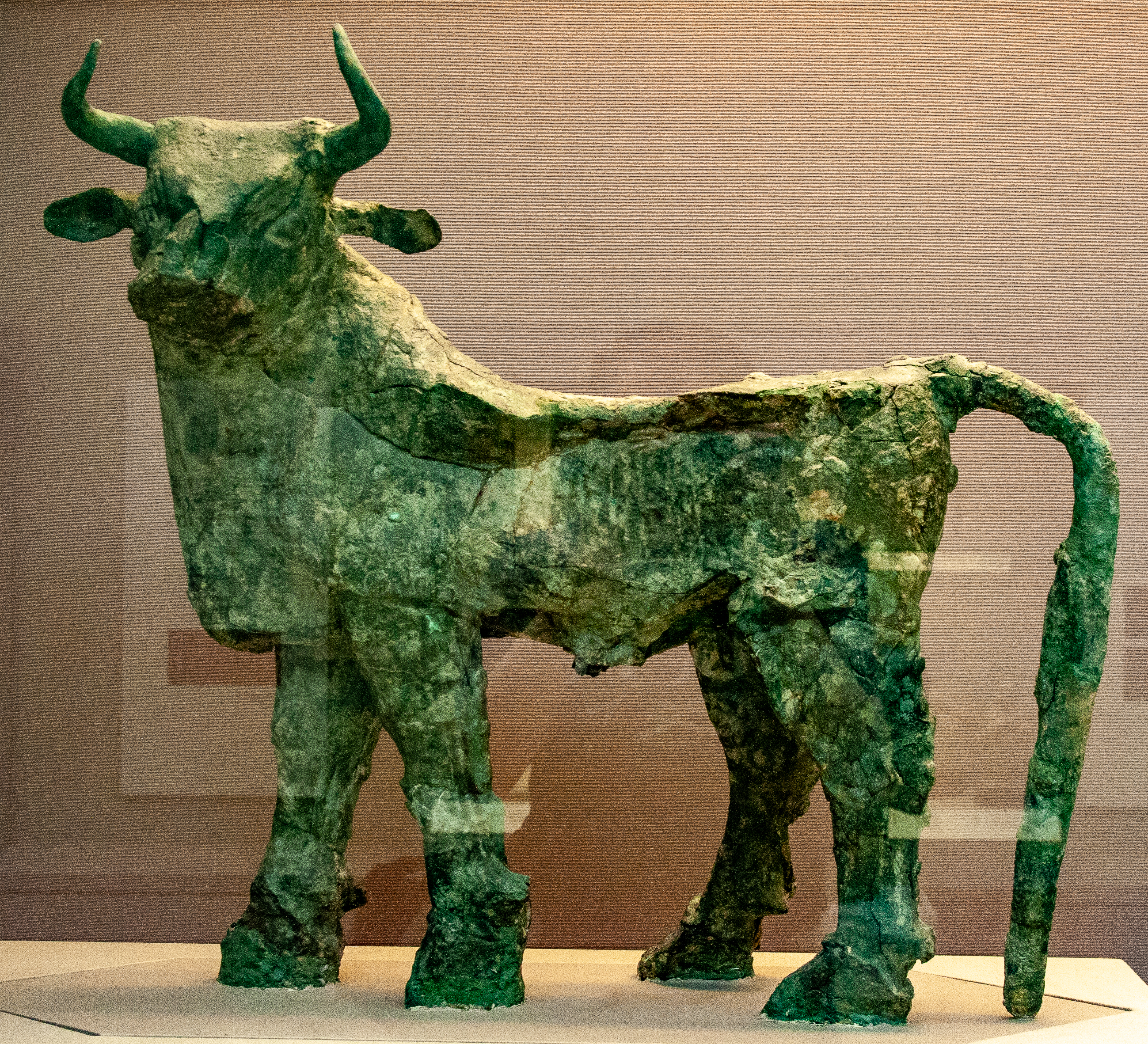
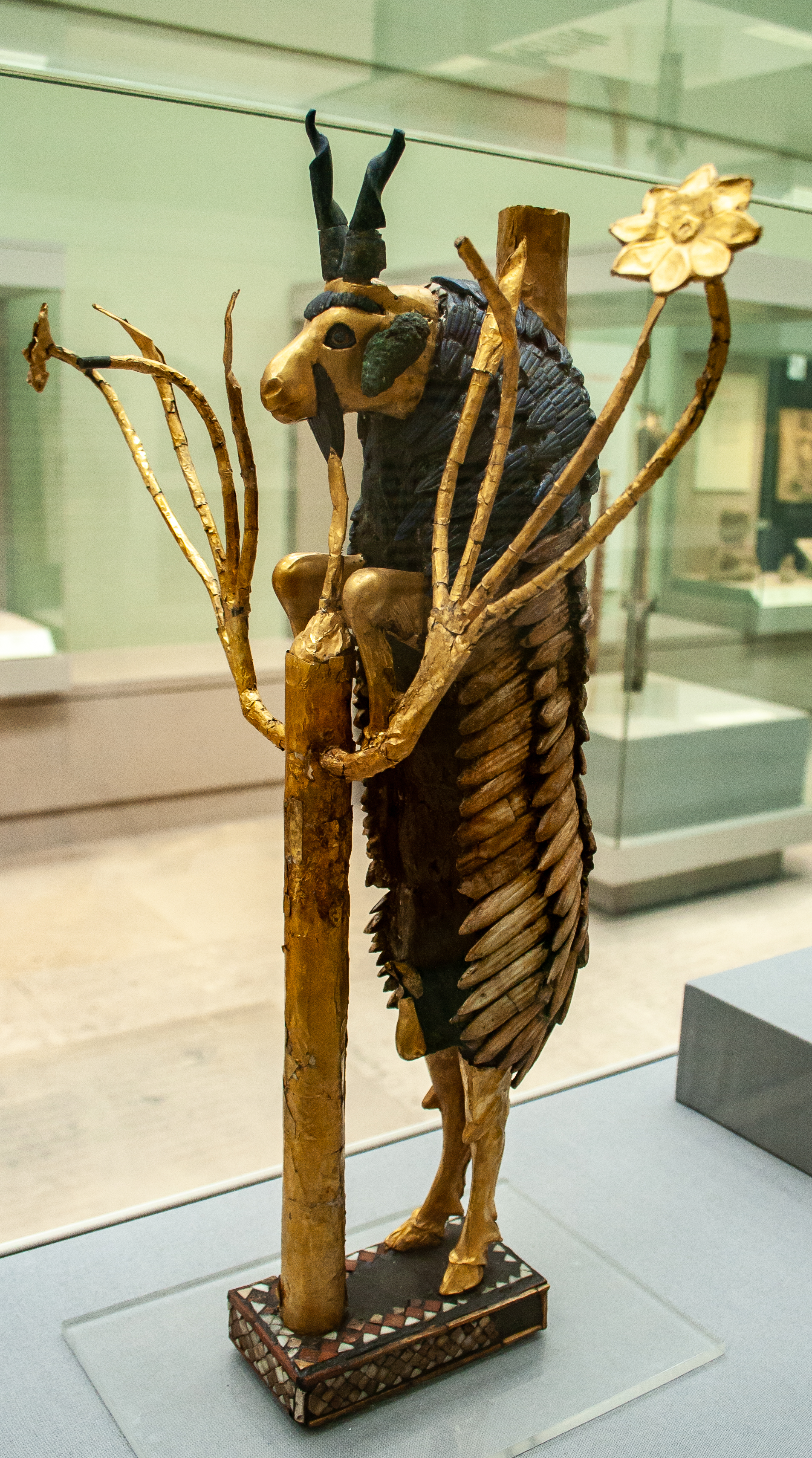

## Alkotóelemei

### Bitumen

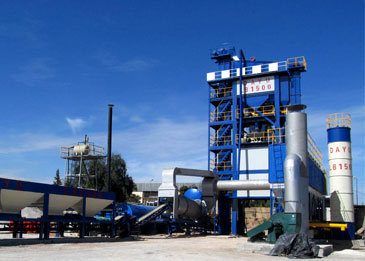
Aszfaltkeverő üzem

A bitumen a kőolaj lepárlásából visszanyert, sötét színű szénhidrogénelegy. Kisebb mennyiségben természetes állapotban is megtalálható, ilyenkor az – általában bányászott – anyakőzetből a bitument kioldják vagy kiolvasztják. Az útépítés számára megfelelő bitumenek jó bevonó képességűek, a hőmérsékleti szélsőségeknek jól ellenállnak és lassan öregednek.
Az előállítás szempontjából megkülönböztetünk meleg, félmeleg és hideg eljárással készített bitument. A meleg eljárással készített útibitument felhasználásakor magas hőmérsékletre hevítik. A félmeleg eljárásnál a bitument olajos hígítás mellett, alacsonyabb hőmérsékleten készítik, ezt hívják olajjal hígított bitumennek. A melegítés nélküli, hideg eljárásnál a bitument emulgeálószer segítségével vízzel keverik, emulziót készítenek.
Napfény és víz hatására fotooxidáció során policiklusos aromás szénhidrogénekre bomlik, amelyek potenciálisan mérgező hatásúak.

### Adalékanyagok
Az aszfalt adalékanyaga elsősorban zúzott vulkanikus eredetű kőanyag és homok. Az aszfaltok készítésénél sokszor alkalmaznak segédanyagként úgynevezett fillert, igen apró szemnagyságú mészkőlisztet, homoklisztet.

## Aszfaltburkolatok

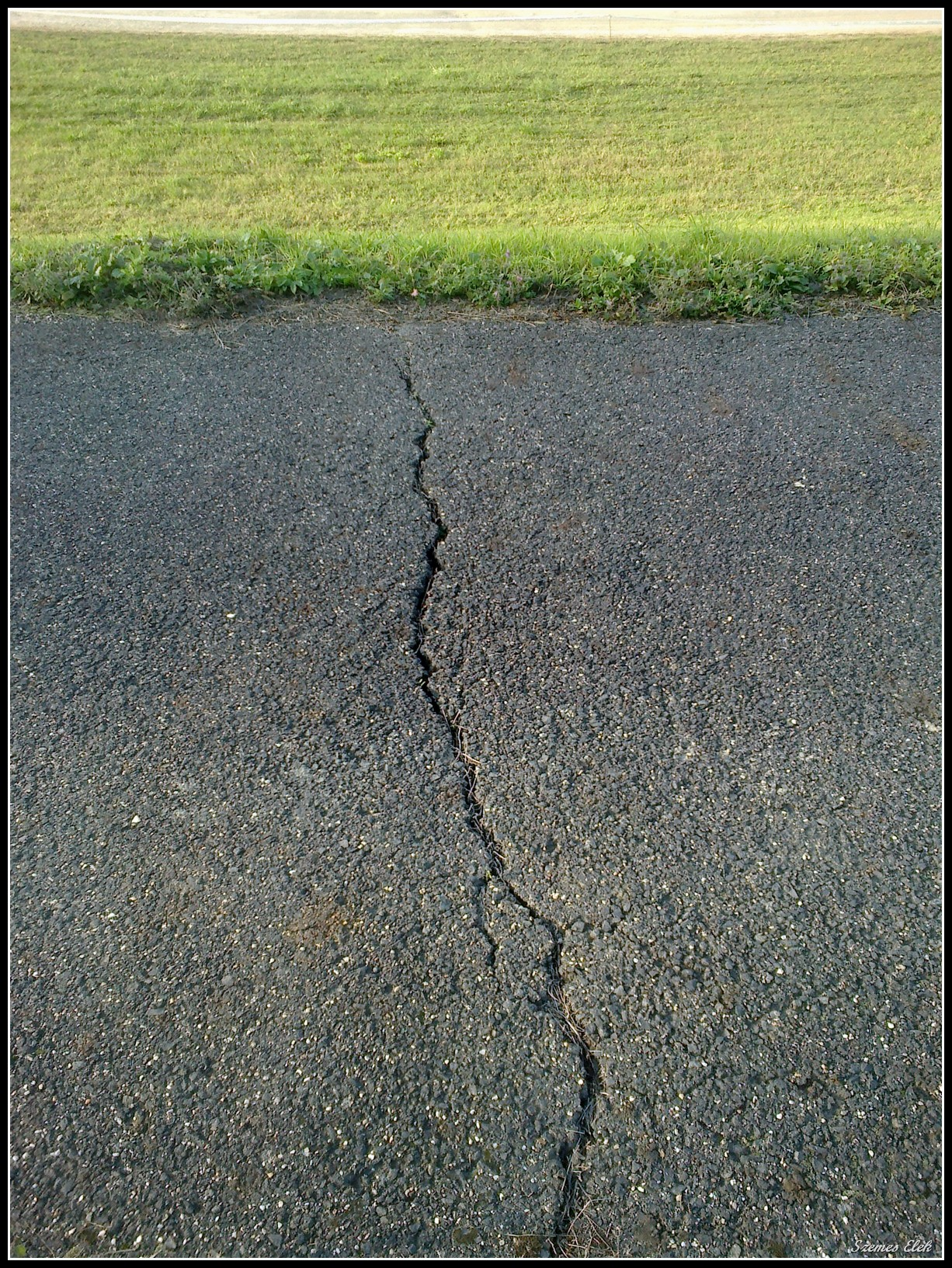
Az aszfaltburkolat idővel megreped és összetörik

Az aszfaltburkolatok aszfalt felhasználásával készített burkolt felületek, elsősorban utak, leszállópályák, járdák.

### Tömör aszfaltbeton
A közutakon leggyakrabban alkalmazott burkolattípushoz az aszfaltkeveréket keverőtelepen gyártják. A keverőtelepről ponyvázott tehergépkocsival szállítják a beépítés helyére, az anyag káros lehűlésének megakadályozása miatt legfeljebb 30–40 km távolságra. A helyszínen finisher teríti és tömöríti, a hengerlés az első menetekben gumikerekű úthengerrel, később acélköpenyes úthengerrel történik.

### Érdesített homokaszfalt
A beépítése hasonló a tömör aszfaltbetonéhoz, a finisher után kőzúzalékszóró gép halad, amely 3–4 cm vastagságban bitumennel bevont zúzott követ szór a felső felületre. Az úthengerek a már beszórt felületen dolgoznak.

### Öntött aszfaltburkolat
Az elsősorban városi utak burkolataként alkalmazott aszfalttípust 3–4 cm vastagságban, hengerlés nélkül építik be. A terítés után általában kőzúzalékkal érdesítik. Az öntött aszfalt keverőtelepek mellett fűthető tartállyal felszerelt járműben, úgynevezett masztikátorban is előállítható.

### Drénaszfalt
A nagy hézagtartalmú burkolat felülete porózus, a vizet azonnal elnyeli, majd anyagában elvezeti. A speciális burkolatot síkosságra hajlamos útszakaszokon, hidakon alkalmazzák.

### Masztixaszfalt
A nehéz és extrém nagy terhelésű utak burkolata nagyobbrészt kőzúzalékból áll, amely stabil vázat ad az útburkolatnak. A zúzalékvázat aszfalthabarcs tölti ki.

### Utántömörödő burkolatok
A kis- és közepes forgalmú utak burkolatát egyszerű keverőgéppel készítik, általában melegítés nélkül. A burkolatot az építés során hengerlik, azonban a teljes tömörítését a forgalom végzi el.

### Felületi bevonat
Az önállóan nem alkalmazott felületi bevonatot új burkolatoknál zárórétegként, régi burkolatoknál felületi helyreállításhoz alkalmazzák. A régi burkolatot kátyúzzák, a felületét letisztítják, majd bitumenpermetező géppel a burkolatra kötőanyagot szórnak. A kötőanyagra egyenletes mennyiségben közel azonos szemnagyságú kőzúzalékot terítenek és hengerlik. A burkolaton körülbelül két hétig utókezelést kell végezni, a kipergett kőzúzalékot a kötőanyaggal jobban átitatott részre seprik.